# Michel Colbert (Bischof)
Michel Colbert (* 1629; † 28. November 1676 in Paris) war ein französischer römisch-katholischer Geistlicher und Bischof. Er ist nicht zu verwechseln (jedoch verwandt) mit dem Prämonstratenserabt Michel Colbert (1633–1702).

## Leben
Michel Colbert gehörte der mittleren Linie des Hauses Colbert an. Sein Vater Jean-Baptiste Colbert (1602–1663), Herr von Saint-Pouange und  Villacerf, ein Cousin des späteren Finanzministers Jean-Baptiste Colbert, war ein hoher Beamter in der französischen Staatsverwaltung (1642 Intendant der Finanzen), seine Mutter Claude Le Tellier (1604–1644) eine Schwester des späteren Kanzlers Michel Le Tellier. Sein jüngerer Bruder Jean-Baptiste (1640–1710) wurde conseiller clerc am Parlement de Paris und 1687 Erzbischof von Toulouse.
Geboren 1629 studierte Colbert in Paris, wo er im August 1649 den akademischen Grad eines Magister Artium erwarb. Später erwarb er auch ein Bakkalaureat in Theologie, möglicherweise aber nicht in Paris. 1659 wurde er zum Priester geweiht, 1660 für fünf Jahre von der Kirchenprovinz Rouen zum Generalagenten des französischen Klerus gewählt. Er war außerdem Kommendatar des Cluniazenserpriorats Ste-Marguerite-d’Eslincourt im Bistum Beauvais (Élincourt-Sainte-Marguerite).
Am 12. Mai 1666 vom König zum Bischof von Mâcon ernannt, erhielt er am 11. Oktober 166 die päpstliche Bestätigung und wurde am 12. Dezember 1666 in der Kirche der Minimiten in Paris von Bischof Neufville de Villeroy von Chartres zum Bischof geweiht. Mitkonsekratoren waren die Bischöfe von Meaux (Dominique de Ligni ) und Chalons (Jean de Meaupéou). Am 16. Dezember desselben Jahres legte er den Treueid vor dem König ab und nahm am 22. August 1667 seine Diözese in Besitz – zum Befremden der örtlichen Schöffen ohne das dabei übliche Zeremoniell zu beachten, wie de geplanten feierlichen Einzug in die Stadt. Auch den Eid, den die Bischöfe üblicherweise vor dem Dekan und dem Kapitel der Kathedrale Saint-Vincent ablegten, leistete er nur mit Einschränkungen. Er war der letzte Bischof von Mâcon, der vor dem Magistrat (dem Schöffenrat) den Eid ablegte, die Privilegien der Stadt zu achten und auf seine Kosten die Porte du Pont und die Porte de Bourgneuf in gutem Zustand zu erhalten. Er stellte jedoch auch diese Urkunde erst aus, als man ihm zugesichert hatte, dass er nicht für die Wiederherstellung des seit langem ruinierten Wachhauses an der Porte du Pont herangezogen würde.
Nach seiner Einsetzung korrigierte er die Missbräuche, die sich in der Disziplin des Klerus eingeschlichen hatten, durch neue Vorschriften und häufige Synoden. Er vervielfachte die Pastoralbesuche in den Pfarreien seiner Diözese und ließ mit großem finanziellem Aufwand (es musste dafür ein Waldstück verkauft werden) das Priesterseminar in Mâcon, das sich in einem sehr schlechten Zustand befand, vollständig restaurieren. Die Erben seines Vorgängers Louis Dinet (reg. 1620–1650) hatten das Bischofspalais an die Jesuiten verkauft. Den langwierigen Prozess in dieser Angelegenheit hatte bereits Bischof Jean de Lingendes (reg. 1651–1665) begonnen, aber erst während Colberts Amtszeit konnte er durch die Vermittlung des Kanzlers Michel Le Tellier zu Ende geführt werden. Die Jesuiten verzichteten auf den Besitz der Bischofsresidenz und erhielten das an die Neffen des Bischofs Dinet gezahlte Geld zurück.
1675 assistierte Colbert bei der Bischofsweihe seines Bruders Jean-Baptiste in Paris. 1676 reist er wieder nach Paris zur Generalversammlung des Klerus. Dort erkrankte er und starb am 28. November 1676. Sein Leichnam wurde nach Mâcon zurückgebracht und in der Bischofsgruft bestattet.